# Ильин, Яков Васильевич
Я́ков Васи́льевич Ильи́н (1863 — ?) — крестьянин, депутат Государственной думы I созыва от Московской губернии.

## Биография
Крестьянин Подольского уезда Московской губернии. Начальное образование получил в домашних условиях. 15 лет состоял волостным старшиной Островской волости Подольского уезда. Гласный Подольского уездного земского собрания. По политическим взглядам — убежденный монархист.
26 марта 1906 избран в Государственную думу I созыва от общего собрания выборщиков Московского губернского избирательного собрания. Вошёл во фракцию Правых.
Дальнейшая судьба и дата смерти неизвестны.